# ابون-دوسسیو
ابون-دوسسیو (به فرانسوی: Abbans-Dessus) یک کمون در فرانسه است که در canton of Boussières واقع شده‌است. ابون-دوسسیو ۴٫۴۳ کیلومتر مربع مساحت دارد.